# Thaumatolpium
Thaumatolpium es un género de arácnido del orden Pseudoscorpionida de la familia Olpiidae.

## Distribución geográfica
Se encuentra en Chile.

## Lista de especies
Según Pseudoscorpions of the World (version 3.0), las especies en este género son:
- Thaumatolpium caecum Beier, 1964
- Thaumatolpium kuscheli Beier, 1964
- Thaumatolpium longesetosum Beier, 1964
- Thaumatolpium robustius Beier, 1964
- Thaumatolpium silvestrii (Beier, 1930)